# Paratraea obliquivialis
Paratraea obliquivialis là một loài bướm đêm trong họ Crambidae.